# Crécy-sur-Serre
Crécy-sur-Serre település Franciaországban, Aisne megyében. Lakosainak száma 1487 fő (2022. január 1.). Crécy-sur-Serre Bois-lès-Pargny, Chalandry, Chéry-lès-Pouilly, Montigny-sur-Crécy, Mortiers, Pargny-les-Bois és Pouilly-sur-Serre községekkel határos.

## Népesség
A település népességének változása:
| Lakosok száma | 1598 | 1700 | 1542 | 1488 | 1485 | 1494 | 1498 | 1502 | 1499 | 1487 |
|               | 1968 | 1982 | 1990 | 2006 | 2013 | 2015 | 2017 | 2019 | 2020 | 2022 |